# Capítulo II: Brinca
Capítulo II: Brinca es el segundo álbum de estudio de DJ Kane. Fue lanzado al mercado el 13 de septiembre de 2005.

## Lista de canciones
| N.º | Título                                 | Escritor(es)                                        | Duración |  |
| 1.  | «Brinca»                               | E. Schrody, L. Muggerud, Jason Cano, Jorge Saulcedo | 3:01     |  |
| 2.  | «Es Tan Bello»                         | Miguel Mendoza                                      | 4:02     |  |
| 3.  | «Mueve La Cintura» (con Celso Piña)    | Jason Cano, Alfonso Herrera                         | 3:04     |  |
| 4.  | «Último Adiós»                         | Jason Cano, Mariano Herrera                         | 4:17     |  |
| 5.  | «Arriba» (con Aracely Arámbula)        | Jason Cano, Descemor Bueno                          | 3:17     |  |
| 6.  | «No Puedo»                             | Jason Cano, Mariano Herrera, Carlos Rodríguez       | 3:31     |  |
| 7.  | «La Colegiala»                         |                                                     | 4:02     |  |
| 8.  | «Por Qué Esperaste»                    | Jason Cano, Edgar Ramírez                           | 3:06     |  |
| 9.  | «Vente Conmigo» (con Ice)              | Jason Cano, Mariano Herrera, Jorge Salcedo          | 3:17     |  |
| 10. | «Ayer»                                 | Jason Cano, Alex Espinoza                           | 4:24     |  |
| 11. | «Salud (El Borracho)»                  | Jason Cano, Raúl Navaira, Mariano Herrera           | 3:04     |  |
| 12. | «Sin Ti»                               | Jason Cano, Mariano Herrera                         | 4:05     |  |
| 13. | «How We Do» (con Mr. Mar$)             | Jason Cano, B. Jackson                              | 3:31     |  |
| 14. | «Brinca (Reguetón)»                    | E. Schrody, L. Muggerud, Jason Cano, Jorge Saulcedo | 3:12     |  |
| 15. | «Por Qué Esperaste (Versión Bilingüe)» | Jason Cano, Edgar Ramírez                           | 3:14     |  |